# Уайлдинг, Энтони
Энтони «Тони» Фредерик Уайлдинг (англ. Anthony Frederick Wilding; 31 октября 1883, Крайстчерч, Новая Зеландия — 9 мая 1915, Нов-Шапель, Па-де-Кале, Франция) — новозеландский теннисист.
- одиннадцатикратный победитель турниров Большого Шлема в мужском одиночном и в мужском парном разрядах;
- четырёхкратный обладатель Кубка Дэвиса в составе сборной Австралии;
- член Международного зала теннисной славы с 1978 года.

Был ведущим игроком на международной теннисной арене с 1909 по 1914 год. Норман Брукс, в составленном им в 1950 году списке величайших теннисистов, поставил Энтони Уайлдинга четвёртым после Билла Тилдена и братьев Дохерти, выше чем Баджа, Креймера, Лакоста и Перри. Брукс писал об Уайлдинге: «Его форхенд был очень мощный, с довольно сильным верхним вращением, которое затрудняло игру с лета. Его бэкхенд был очень надежным. Он являл собой замечательный образец мужественности и был наделен талантом и стойкостью характера, которые помогли ему достичь высочайших вершин в теннисе».

## Биография
Родился 31 октября 1883 года, в Опаве, недалеко от Крайстчерча. Был вторым ребёнком (из пяти) в семье состоятельного адвоката, Фредерика Уайлдинга и его супруги, Джулии Энтони.
Учился в школе Вилсона, на Крамнер-сквер, в Крайстчерче, и был капитаном школьной футбольной команды. Начал одерживать первые победы на теннисных турнирах ещё будучи подростком. Кроме тенниса и футбола, юный Энтони Уайлдинг добивался успехов также и в регби и в крикете.
Учился, в течение одного семестра, в Университете Кентербери, потом (в 1902 году) уехал в Англию, чтобы там изучать право в Кембриджском университете. В 1904 году был секретарём, а в 1905 году — президентом Кембриджского университетского клуба лаун-тенниса. Также, в течение этих двух лет выступал за университетскую команду в матчах против Оксфорда, в Varsity, совершенствуя стиль своей игры.
В 1905 году дебютировал в Кубке Дэвиса в составе сборной Австралазии.
В следующем году выиграл чемпионат Австралазии в одиночном и в парном разрядах, и завершил свою учёбу в университете.
С 1907 по 1909 год в составе Австралазии завоевывал Кубок Дэвиса. И, также, в 1909 он снова победил на чемпионате Австралазии.
С 1910 по 1913, будучи полностью сосредоточен на теннисе, Энтони Уайлдинг четыре раза подряд побеждал на Уимблдонских кортах. В 1914, защищая свой титул, он в финале (в матче вызова) потерпел поражение от Нормана Брукса. В дополнение к одиночным победам, Энтони Уиндинг также завоевал четыре титула в мужском парном разряде.
В сезоне 1914 года вместе со своей командой ещё раз победил на Кубке Дэвиса.
Уайлдинг должен был представлять Австралазию на Олимпийских играх 1908 года в Лондоне, но из-за административной ошибки не смог принять участие в соревнованиях. Четыре года спустя, на Играх в Стокгольме, он завоевал бронзовую медаль в мужском одиночном разряде.
В 1913 году Уайлдингу удалось совершить «хет-трик» — он выиграл три крупнейших турнира, организованных Международной федерацией лаун-тенниса: Уимблдонский турнир (официальный чемпионат мира на траве), World Hard Court Championships (чемпионат мира на грунте, в Париже; этот турнир был предшественником Открытого Чемпионата Франции), а также чемпионат мира на крытых кортах.

## Личная жизнь
Энтони Улдинг был помолвлен со звездой немого кино Максин Эллиотт.

## Военная служба и смерть
Когда началась Первая мировая война, Уайлдинг присоединился к британской Королевской морской пехоте и служил капитаном на полях сражения во Франции. Погиб 9 мая 1915 года во время битвы за гору Обер у Нов Шапель. Был похоронен на военном кладбище в Па-де-Кале во Франции.

## Память
В 1978 году Энтони Уайлдинг был введён в Международном зале теннисной славы в Ньюпорте.
В честь Уайлдинга был назван теннисный центр в его родном городе, в Крайстчерче.

## Выступления натурнирах Большого шлема

### Финалы турниров Большого шлема в мужском одиночном разряде: 7 (6-1)

#### Победы (6)
| Год  | Турнир                | Покрытие | Соперник в Финале | Счёт в финале             |
| 1906 | Чемпионат Австралазии | трава    | Фрэнсис Фишер     | 6-0, 6-4, 6-4             |
| 1909 | Чемпионат Австралазии | трава    | Эрни Паркер       | 6-1, 7-5, 6-2             |
| 1910 | Уимблдонский турнир   | трава    | Артур Гор         | 6-4, 7-5, 4-6, 6-2        |
| 1911 | Уимблдонский турнир   | трава    | Герберт Баррет    | 6-4, 4-6, 2-6, 6-2, отказ |
| 1912 | Уимблдонский турнир   | трава    | Артур Гор         | 6-4, 6-4, 4-6, 6-4        |
| 1913 | Уимблдонский турнир   | трава    | Морис Маклохлин   | 8-6, 6-3, 10-8            |

#### Поражения (1)
| Год  | Турнир              | Покрытие | Соперник в Финале | Счёт в финале |
| 1914 | Уимблдонский турнир | трава    | Норман Брукс      | 4-6, 4-6, 5-7 |

### Финалы турниров Большого шлема в мужском парном разряде: 8 (5-3)

#### Победы (5)
| Год  | Турнир                | Покрытие | Партнёр      | Соперники в Финале           | Счёт в финале      |
| 1906 | Чемпионат Австралазии | трава    | Родни Хеат   | Гарри Паркер К. Кокс         | 6-2, 6-4, 6-2      |
| 1907 | Уимблдонский турнир   | трава    | Норман Брукс | Карл Бер Билс Райт           | 6-4, 6-4, 6-2      |
| 1908 | Уимблдонский турнир   | трава    | Джозия Ричи  | Герберт Баррет Артур Гор     | 6-1, 6-2, 1-6, 9-7 |
| 1910 | Уимблдонский турнир   | трава    | Джозия Ричи  | Герберт Баррет Артур Гор     | 6-1, 6-1, 6-2      |
| 1914 | Уимблдонский турнир   | трава    | Норман Брукс | Герберт Баррет Чарльз Диксон | 6-1, 6-1, 5-7, 8-6 |

#### Поражения (3)
| Год  | Турнир                | Покрытие | Партнёр      | Соперники в Финале             | Счёт в финале           |
| 1908 | Чемпионат Австралазии | трава    | Гилберт Шарп | Фред Александер Альфред Данлоп | 3-6, 2-6, 1-6           |
| 1909 | Чемпионат Австралазии | трава    | Том Крукс    | Дж. Киан Эрни Паркер           | 6-1, 1-6, 1-6, 7-9      |
| 1911 | Уимблдонский турнир   | трава    | Джозия Ричи  | Макс Декюжи Андре Гобер        | 7-9, 7-5, 3-6, 6-2, 2-6 |

### Финалы турниров Большого шлема в смешанном парном разряде: 1 (0-1)

#### Поражения (1)
| Год  | Турнир              | Покрытие | Партнёр          | Соперники в Финале                     | Счёт в финале |
| 1914 | Уимблдонский турнир | трава    | Маргарет Брокеди | Джеймс Сесил Парк Этель Томсон Ларкомб | 6-4, 4-6, 2-6 |